# Warrior (album)
Warrior − drugi studyjny album Keshy Rose Sebert, pochodzącej z USA piosenkarki znanej pod pseudonimem Kesha lub Ke$ha. Album został wydany 30 listopada 2012 roku przez RCA Records i Kemosabe Records. Piosenkarka współpracowała z takimi producentami jak: Dr. Luke, Benny Blanco, Shellback, Greg Kurstin, Max Martin i inni.

## Single
- Die Young został wydany jako singiel inauguracyjny na całym świecie 25 września 2012 roku. Koproducent Benny Blanco określił utwór jako "stary hippisowski rock"[27], podczas gdy Kesha określiła utwór jako "jej ulubiony z albumu". 12 września 2012 roku ukazał się 35 sekundowy zwiastun teledysku, a jego pełna wersja została opublikowana 8 listopada na portalu YouTube. Utwór osiągnął duży sukces docierając między innymi do 2 miejsca w Stanach Zjednoczonych, 3 w Australii i 10 w Wielkiej Brytanii.
- C'Mon został wydany jako drugi singiel z albumu tylko i wyłącznie w formacie digital download. Teledysk do utworu ukazał się 11 stycznia 2013 roku. Singel dotarł do 65 miejsca Billboard Hot 100.
- Crazy Kids został wydany jako trzeci singiel z albumu w formacie digital download. W piosence gościnnie wystąpił will.i.am. Teledysk do utworu został opublikowany 29 maja 2013 roku. Singiel zajął zadziwiająco niskie pozycje na listach przebojów.
- Dirty Love został wydano jako niespodzianka dla fanów na nowy rok. W wersji studyjnej występuje Iggy Pop, lecz w wersji wydanej usunięto piosenkarza. Teledysk do utworu został opublikowany 1 stycznia 2014 roku.

## Lista utworów
| Nr. | Tytuł piosenki                          | Autor i współtwórcy tekstu piosenki                                            | Producent/Producenci                   | Czas |
| --- | --------------------------------------- | ------------------------------------------------------------------------------ | -------------------------------------- | ---- |
| 1.  | "Warrior"                               | Kesha Sebert, Lukasz Gottwald, Max Martin, Pebe Sebert, Henry Walter           | Dr. Luke, Cirkut, Emily Wright         | 4:00 |
| 2.  | "Die Young"                             | K. Sebert, Gottwald, Benjamin Levin, Nate Ruess, Walter                        | Dr. Luke, Benny Blanco, Cirkut         | 3:31 |
| 3.  | "C'Mon"                                 | K. Sebert, Gottwald, Levin, Martin, Bonnie McKee, Walter                       | Dr. Luke, Benny Blanco, Cirkut, Wright | 3:34 |
| 4.  | "Thinking of You"                       | K. Sebert, Klas Åhlund, Gottwald, Levin, Ammar Malik, Dan Omelio, Walter       | Dr. Luke, Benny Blanco, Cirkut, Wright | 3:04 |
| 5.  | "Crazy Kids"                            | K. Sebert, William Adams, Gottwald, Levin, Walter                              | Dr. Luke, Benny Blanco, Cirkut         | 3:50 |
| 6.  | "Wherever You Are"                      | K. Sebert, Gottwald, Martin, Walter                                            | Dr. Luke, Cirkut                       | 3:58 |
| 7.  | "Dirty Love" (featuring Iggy Pop)       | K. Sebert, Iggy Pop, Gottwald, P. Sebert, Matt Squire, Walter                  | Dr. Luke, Cirkut, Squire               | 2:44 |
| 8.  | "Wonderland"                            | K. Sebert, Gottwald, Allan Grigg, P. Sebert, Walter                            | Dr. Luke, Kool Kojak, Cirkut, Wright   | 3:42 |
| 9.  | "Only Wanna Dance with You"             | K. Sebert, Gottwald, Martin, Walter                                            | Dr. Luke, Martin, Cirkut, Steven Wolf  | 3:31 |
| 10. | "Supernatural"                          | K. Sebert, Gottwald, Levin, Nik Kershaw, Levin, Martin, McKee, Walter          | Dr. Luke, Cirkut                       | 4:10 |
| 11. | "All That Matters (The Beautiful Life)" | K. Sebert, Shellback, Martin, Savan Kotecha, Alexander Kronlund, Lukas Hilbert | Martin, Shellback                      | 3:37 |
| 12. | "Love Into the Light"                   | K. Sebert, Greg Kurstin                                                        | Kurstin                                | 4:46 |

| Edycja deluxe |
| --- |
| 13. "Last Goodbye" – K. Sebert, Gottwald, Levin, Malik, Omelio, Walter – Dr. Luke, Benny Blanco, Cirkut – 3:50 14. "Gold Trans Am" – K. Sebert, Gottwald, Levin, Malik, Omelio, Walter – Dr. Luke, Benny Blanco, Cirkut – 3:20 15. "Out Alive" – K. Sebert, Joshua Coleman, Mathieu Jomphe, P. Sebert – Ammo, Billboard – 3:31 16. "Past Lives" – K. Sebert – The Flaming Lips – 3:35 |

| Japońska edycja limitowana |
| --- |
| 17. "Die Young" (Remix featuring Juciy J, Wiz Khalifa and Becky G) – K. Sebert, Ruess, Gottwald, Levin, Walter – Dr. Luke, Benny Blanco, Cirkut – 4:04 18. "Can You Feel It?" – K. Sebert, Gottwald, Martin, McKee, Walter, Kershaw – Dr. Luke, Cirkut – 4:12 19. "Boy You're Such A Pretty Lady" – K. Sebert, P. Sebert, Tom Neville – Tom Neville – 2:53 |

## Notowania
| Notowanie (2010)                  | Najwyższa pozycja |
| --------------------------------- | ----------------- |
| Australia (ARIA Charts)           | 12                |
| Austria (Ö3 Austria Top 40)       | 44                |
| Belgia (Ultratop Flandria)        | 129               |
| Belgia (Ultratop Walonia)         | 117               |
| Francja (SNEP)                    | 156               |
| Hiszpania (PROMUSICAE)            | 50                |
| Irlandia (IRMA)                   | 64                |
| Kanada (Canadian Albums Chart)    | 10                |
| Niemcy (Media Control Charts)     | 81                |
| Nowa Zelandia (RIANZ)             | 30                |
| Szwajcaria (Schweizer Hitparade)  | 63                |
| Wielka Brytania (UK Albums Chart) | 60                |
| Stany Zjednoczone (Billboard 200) | 6                 |
| US Digital Albums Chart           | 2                 |

## Historia wydania
| Kraj              | Data              | Format               | Wytwórnia                     | Edycja                   |
| ----------------- | ----------------- | -------------------- | ----------------------------- | ------------------------ |
| Australia         | 30 listopada 2012 | CD, digital download | Sony Music                    | Standardowa, deluxe      |
| Nowa Zelandia     | 30 listopada 2012 | CD, digital download | Sony Music                    | Standardowa, deluxe      |
| Wielka Brytania   | 3 grudnia 2012    | CD, digital download | Columbia Records              | Standardowa, deluxe      |
| Stany Zjednoczone | 4 grudnia 2012    | CD, digital download | Kemosabe Records, RCA Records | Standardowa, deluxe, fan |
| Filipiny          | 7 grudnia 2012    | CD                   | Ivory Music                   | Deluxe                   |
| Japonia           | 30 stycznia 2013  | CD                   | Sony Music                    | Limitowana deluxe        |